# SN 2006he
SN 2006he – supernowa typu Ia odkryta 11 września 2006 roku w galaktyce A220424+0041. W momencie odkrycia miała maksymalną jasność 21,90m.